# Ретерат
Ретерат (њем. Retterath) општина је у њемачкој савезној држави Рајна-Палатинат. Једно је од 109 општинских средишта округа Вулканајфел. Према процјени из 2010. у општини је живјело 376 становника. Посједује регионалну шифру (AGS) 7233234.

## Географски и демографски подаци
Ретерат се налази у савезној држави Рајна-Палатинат у округу Вулканајфел. Општина се налази на надморској висини од 445 метара. Површина општине износи 5,5 km². У самом мјесту је, према процјени из 2010. године, живјело 376 становника. Просјечна густина становништва износи 68 становника/km².